# Lijst van Nederlandse militaire begraafplaatsen in het buitenland
Dit zijn een aantal militaire begraafplaatsen met Nederlandse gesneuvelden, gelegen buiten Nederland.
| Land             | Naam                     | Locatie                             |
| ---------------- | ------------------------ | ----------------------------------- |
| Duitsland        | Ereveld Bremen           | Bremen, Osterholzer Friedhof        |
| Duitsland        | Ereveld Düsseldorf       | Düsseldorf, Stoffeler Friedhof      |
| Duitsland        | Ereveld Frankfurt        | Frankfurt am Main, Waldfriedhof     |
| Duitsland        | Ereveld Hamburg          | Hamburg, Hauptfriedhof Ohlsdorf     |
| Duitsland        | Ereveld Hannover         | Hannover, Friedhof an der Seelhorst |
| Duitsland        | Ereveld Lübeck           | Lübeck, Vorwerker Friedhof          |
| Duitsland        | Ereveld Osnabrück        | Osnabrück, Heger Friedhof           |
| Engeland         | Ereveld Mill Hill        | Londen, Paddington Cemetery         |
| Frankrijk        | Ereveld Orry-la-ville    | Orry-la-Ville                       |
| Indonesië        | Ereveld Pandu            | Bandoeng                            |
| Indonesië        | Ereveld Peutjoet         | Banda Atjeh                         |
| Indonesië        | Ereveld Leuwigajah       | Cimahi                              |
| Indonesië        | Ereveld Ancol            | Jakarta                             |
| Indonesië        | Ereveld Menteng Pulo     | Jakarta                             |
| Indonesië        | Ereveld Candi            | Semarang                            |
| Indonesië        | Ereveld Kalibanteng      | Semarang                            |
| Indonesië        | Ereveld Kembang Kuning   | Soerabaja                           |
| Noorwegen        | Ereveld Oslo             | Oslo, begraafplaats Vestre Gravlund |
| Oostenrijk       | Ereveld Salzburg         | Salzburg, Kommunalfriedhof          |
| Verenigde Staten | Begraafplaats Cedar Lawn | Jackson, Mississippi                |